# エレナ・パンポロバ
エレナ・パンポロバ（英語: Elena Pampoulova, ブルガリア語: Елена Пампулова,旧姓:ワーグナー (Wagner) 1972年5月17日 - 2023年4月19日）は、ブルガリア・ソフィア出身の元女子プロテニス選手。WTAランキング自己最高位はシングルス62位、ダブルス38位。WTAツアーにおいて、キャリア通算でシングルス1勝、ダブルス3勝を挙げた。身長165cm、体重52kg。右利き。当初は母国であるブルガリア国籍で活動していたが、最初の夫がドイツ人であった縁からキャリアの後半から現役引退にかけてツアーでの国籍をドイツに変更して活動した人物である。

## 来歴
フェドカップブルガリア代表にも選出された経験を持つ著名なアマチュアテニス選手であった母のリュブカ・ラドコバと、同じくテニス選手であった父エミリアン・パンポロフとの間に二人姉妹の長女として生まれる。1988年に16歳でプロに転向すると、同年12月にオーストラリア・メルボルンで開催されたフェデレーションカップで早くもブルガリア代表に選出される。この年から1992年までブルガリア代表に選出されたパンポロバは、1992年バルセロナ五輪にもテニスブルガリア代表としてシングルス部門に出場。1回戦で遠藤愛と対戦したが6-7(4),6-7(6)のストーレートで惜敗している。これと前後する1991年6月に最初の夫であるドイツ人のアクセル・ワグナーと結婚。1997年から現役引退の2001年シーズンまでは登録名もエレナ・ワグナーに変更し国籍もドイツに変えて活動。1997年から1999年にはフェドカップドイツ代表にも選出され、特にワールドグループIIに転落していた1999年にはドイツ・ハンブルクに迎えた日本代表を3勝2敗で破り、チームの1年でのワールドグループ復帰に貢献したが、後にアクセルと死別。この死別による自身のモチベーションの低下を理由に2001年に現役を引退した。現役引退後はテニスから離れ、スイスに移住し現地の投資銀行で働いていたが、そこで知り合い交際を続けていたスイス人銀行家クリスチャン・ベルゴミと2006年6月に結婚。2008年3月には男児を出産している。
2023年4月19日に死去。50歳没。

## WTAツアー決勝進出結果

### シングルス (1勝1敗)
| 大会グレード               |
| -------------------------- |
| グランドスラム (0–0)       |
| ツアー選手権 (0–0)         |
| グランドスラムカップ (0–0) |
| ティア I (0–0)             |
| ティア II (0–0)            |
| ティア III (0–0)           |
| ティア IV & V (1–1)        |

| No. | 決勝日         | 大会                  | サーフェス | 対戦相手               | 試合結果       |
| --- | -------------- | --------------------- | ---------- | ---------------------- | -------------- |
| 1.  | 1994年11月13日 | インドネシア,スラバヤ | ハード     | 杉山愛                 | 2–6, 6–0, ret. |
| 2.  | 1998年8月2日   | ポーランド,ワルシャワ | クレー     | ヘンリエッタ・ナギョワ | 5–7, 0–6       |

### ダブルス (3勝5敗)
| 大会グレード               |
| -------------------------- |
| グランドスラム (0–0)       |
| ツアー選手権 (0–0)         |
| グランドスラムカップ (0–0) |
| ティア I (0–0)             |
| ティア II (0–0)            |
| ティア III (1–0)           |
| ティア IV & V (2–5)        |

| No. | 年月日        | 大会                          | サーフェス | パートナー             | 対戦相手                                          | 試合結果      |
| --- | ------------- | ----------------------------- | ---------- | ---------------------- | ------------------------------------------------- | ------------- |
| 1.  | 1989年8月6日  | ブルガリア,ソフィア           | クレー     | ジルケ・マイアー       | ラウラ・ガローネ ラウラ・ゴラルサ                 | 4–6, 5–7      |
| 2.  | 1989年9月17日 | ギリシャ,アテネ               | クレー     | ジルケ・マイアー       | サンドラ・チェッキーニ パトリシア・タラビーニ     | 2–6, 6–4, 6–2 |
| 3.  | 1996年9月15日 | チェコ,カルロヴィ・ヴァリ     | クレー     | オルガ・ルジナ         | アレクサンドラ・フセ ラウラ・ガローネ             | 0–6, 6–3, 3–6 |
| 3.  | 1996年9月22日 | ポーランド,ワルシャワ         | クレー     | オルガ・ルジナ         | アレクサンドラ・フセ ラウラ・ガローネ             | 1–6, 6–4, 7–5 |
| 5.  | 1997年1月5日  | ニュージーランド,オークランド | ハード     | アレクサンドラ・オルサ | ヤネッテ・フサロバ ジュリー・アラール＝デキュジス | 6–7(1), 4–6   |
| 6.  | 1997年4月27日 | ハンガリー,ブダペスト         | クレー     | エヴァ・マルチニコバ   | アマンダ・クッツァー アレクサンドラ・フセ         | 3–6, 1–6      |
| 7.  | 1997年7月19日 | イタリア,パレルモ             | クレー     | パブリナ・ストヤノヴァ | パティ・シュナイダー バルバラ・シェット           | 6-4, 6–2      |
| 8.  | 1999年8月8日  | ベルギー, クノック＝ヘイスト  | クレー     | エヴァ・マルチニコバ   | エフゲニア・コウリコフスカヤ サンドラ・ナツク     | 3-6, 6-3, 6-3 |